# Качка, Тарас Андреевич
Тарас Андреевич Качка (укр. Тарас Андрійович Качка; род. 28 июля 1979, Димитрово, Кировоградская область) — украинский государственный деятель и дипломат. Вице-премьер-министр по вопросам европейской и евроатлантической интеграции Украины с 17 июля 2025 года.
Бывший заместитель министра экономики Украины, ответственный за европейскую интеграцию. Работал в Министерстве иностранных дел и сотрудничал с Европейской комиссией.

## Биография
Родился 28 июля 1979 года в посёлке Димитрово Кировоградской области Украинской ССР.
Получил степень бакалавра права Международного научно-технического университета (Киев) и магистра права в Киевском национальном университете имени Тараса Шевченко, учился в Национальном институте государственного управления (Варшава).
Вице-президент по стратегическому развитию (с января 2014) и и. о. президента (ноябрь 2014 — апрель 2015) Американской торговой палаты в Украине.
Работал менеджером по вопросам регуляторной политики в международных корпорациях, а также в Министерстве аграрной политики и продовольствия Украины, Министерстве юстиции Украины (заместитель директора Государственного департамента по вопросам адаптации законодательства Министерства юстиции).
Был уполномоченным по вопросам предпринимательства при Государственной фискальной службе Украины (на общественных началах). Руководил «украинским медиа центром реформ» и входил в целевую команду по налоговой реформе при Министерстве финансов Украины.
В 2019—2025 годах занимал должность заместителя министра развития экономики, торговли и сельского хозяйства (с 2021 года — министра экономики) — торгового представителя Украины. В этой роли он отвечал за формирование и реализацию государственной политики в сфере экономической интеграции с ЕС, внешнеэкономической политики, а также за сотрудничество Украины со Всемирной торговой организацией.
С 17 июля 2025 года — вице-премьер-министр по вопросам европейской и евроатлантической интеграции Украины.

## Семья
Женат, трое детей: сын Устим и дочери Марта и Ирена.